# Geschichte des Weinbaus in Griechenland

Einflussgebiet des antiken Griechenlands im 6. Jahrhundert v. Chr.

In der Geschichte des griechischen Weinbaus wird insbesondere der große Einfluss des antiken Griechenlands auf den Weinbau der Anrainerstaaten des Mittelmeers deutlich. Die Griechen entwickelten neue Methoden des Weinbaus und der Kellertechnik. Sie teilten ihr gesammeltes Wissen um den Wein mit den Völkern, mit denen sie in Kontakt standen.

## Der Weinbau im Griechenland der Antike
Aus archäologischen Funden von Kernen in Dikili Tash, einem Tell bei Philippi im Regionalbezirk Drama, gewannen Forscher die Kenntnis, dass in Griechenland bereits in der späten Jungsteinzeit Beeren der Wilden Weinrebe verarbeitet wurden. Nach einem Fund auf dem Gebiet des heutigen Irans handelt es sich um das zweitälteste Zeugnis dieser Art weltweit. Dieser neue Befund legt eine Ausbreitung des Weinbaus vom Iran über den Bosporus nach Griechenland nahe.

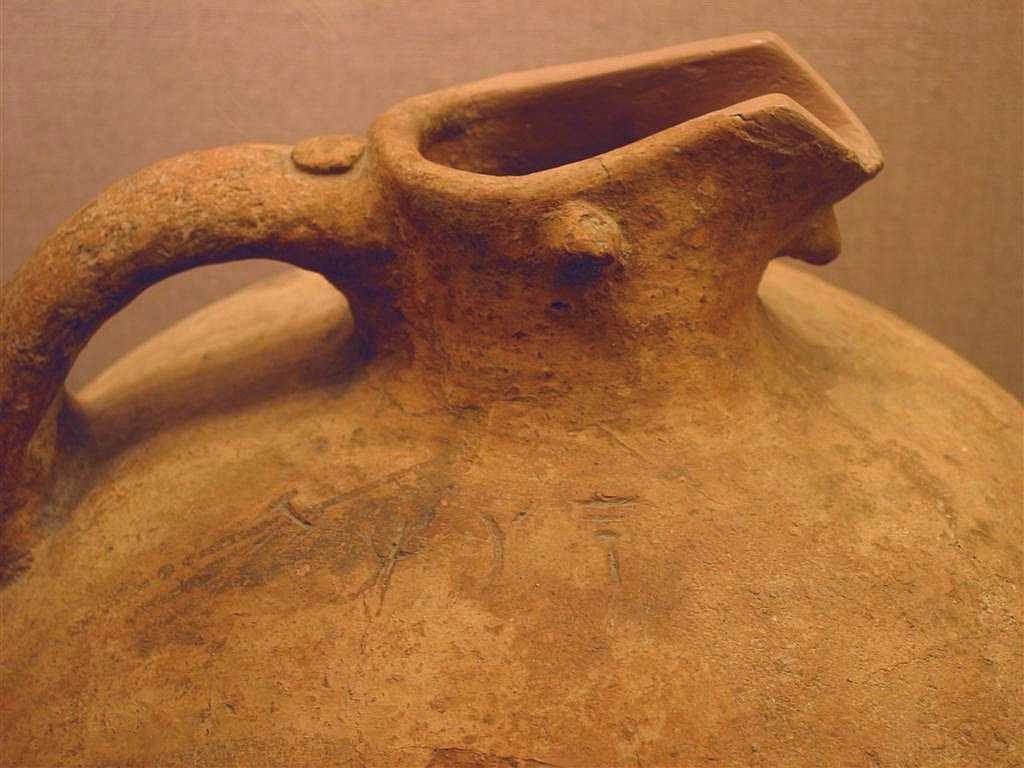
Gefäß mit einer Inschrift mit Linearschrift A

Aus der frühen Bronzezeit finden sich bereits zahlreiche Belege einer weiten Verbreitung der Rebe. Ausgrabungen auf der Insel Kreta zeigen die vorgriechische Geschichte des Weinbaus in der Region. In Vathypetro (griechisch Βαθύπετρο), einer Ausgrabungsstätte in der Nähe von Archanes, ist eine der ältesten Weinpressen der Welt zu sehen. Die ausgegrabene Steinkelter und zahlreiche Tongefäße aus der minoischen Kultur belegen, dass auf Kreta die Wiege des griechischen Weinbaus stand. Aufgrund der engen Handelsverbindungen zwischen Kreta und Ägypten gehen die Historiker heute davon aus, dass die Minoer den Weinbau von ihren Nachbarn übernahmen.
Bei den gefundenen großen Amphoren handelte es sich häufig um Vorratsbehälter von Wein, während kleinere Gefäße der Lagerung von Olivenöl dienten. Die noch heute erzeugten geharzten Weine dürften ihren Ursprung in der ehemals praktizierten Konservierungsmethode haben, bei der die Wände der Amphoren mit Harz abgedichtet wurden. Der Stellenwert des Weins in dieser Kultur muss bereits hoch gewesen sein, da ein Ideogramm der Linearschrift A für den Wein identifiziert wurde.
Durch intensive Handelsbeziehungen kamen der Wein und der Weinbau schon bald auf die Insel Santorin, die zur damaligen Zeit Thira hieß. Über die Kykladen fand der Weinbau seinen Weg auf das griechische Festland. Vermutlich war dies jedoch nicht der einzige Weg der Verbreitung. Da den Altbabyloniern der Weinbau mindestens genauso früh wie den Ägyptern bekannt war, ist auch eine Verbreitung über die heutige türkische Westküste des damaligen Kleinasiens über die Ägäischen Inseln wahrscheinlich.

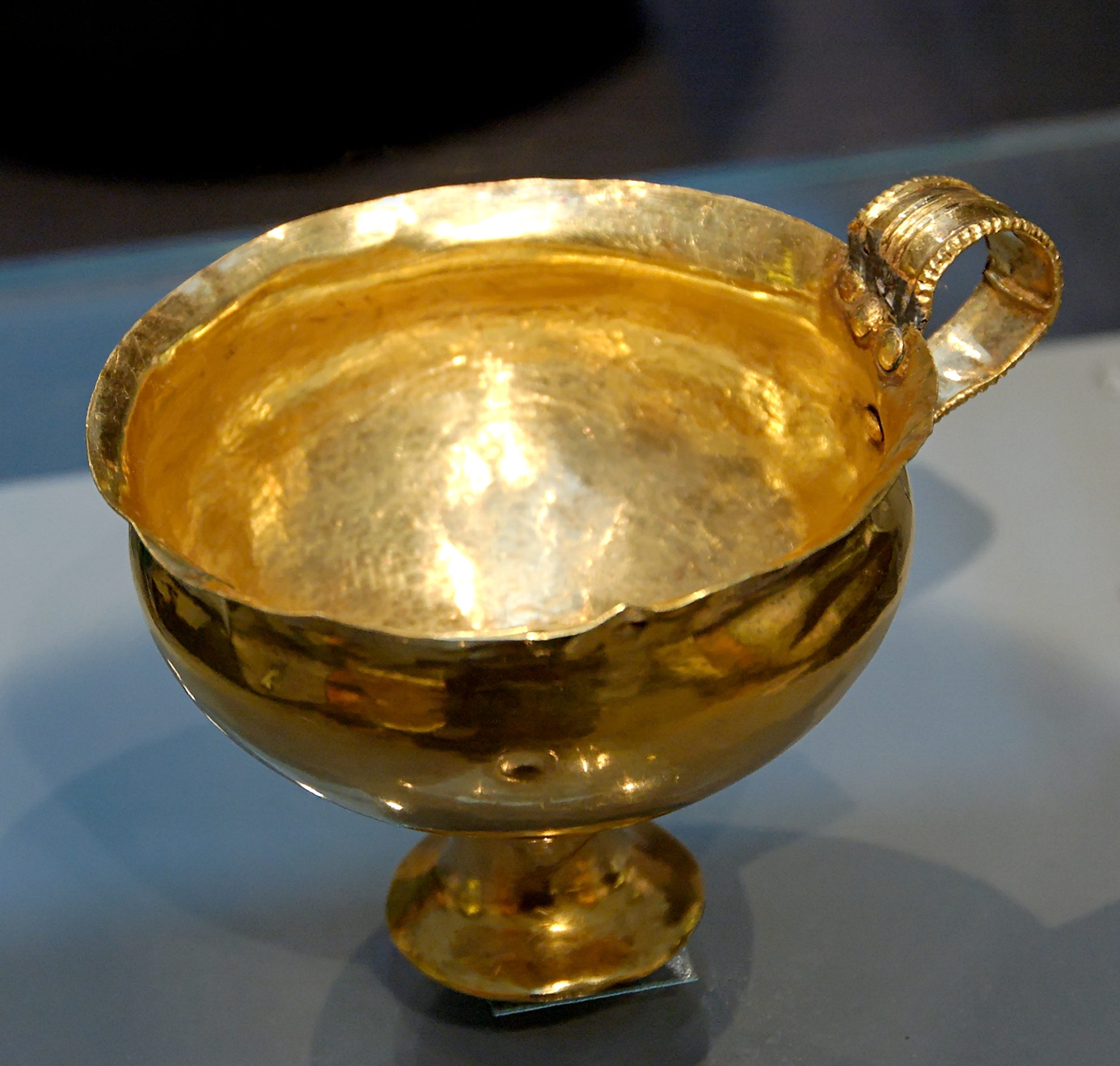
Goldenes Trinkgefäß, das auf das Jahr 1500 v. Chr. datiert wurde und aus einem der Schachtgräber Mykenes stammt.

Archäologische Belege eines intensiven Weinbaus während der mykenischen Kultur zwischen 1600 und 1050 v. Chr. sind reichhaltig vorhanden. Neben getrockneten Kernen und Überresten gepresster Beeren finden sich zahlreiche Abbildungen auf Keramikarbeiten wie Töpfen und Vasen. In Pylos fanden Archäologen einen Keller mit 35 gut erhaltenen Gefäßen. Auf einigen dieser Gefäße fanden sich Inschriften, die auf ihren Verwendungszweck zur Lagerung von Wein hinweisen. Die weiterentwickelte Linearschrift B kannte bereits Ideogramme zu den Begriffen Wein und Weinberg und Vermutungen legen den Schluss nahe, dass es bereits den Beruf des Weinhändlers gab.
Mykenische Keramik mit den Exportgütern Olivenöl und Wein fand man in Ägypten, Zypern, Syrien, Sizilien und Süditalien. Andererseits importierte das mykenische Griechenland Wein anderer Regionen, wie Weinmischgefäße aus Kanaan belegen.

## Rituale, Feste und Gefäße

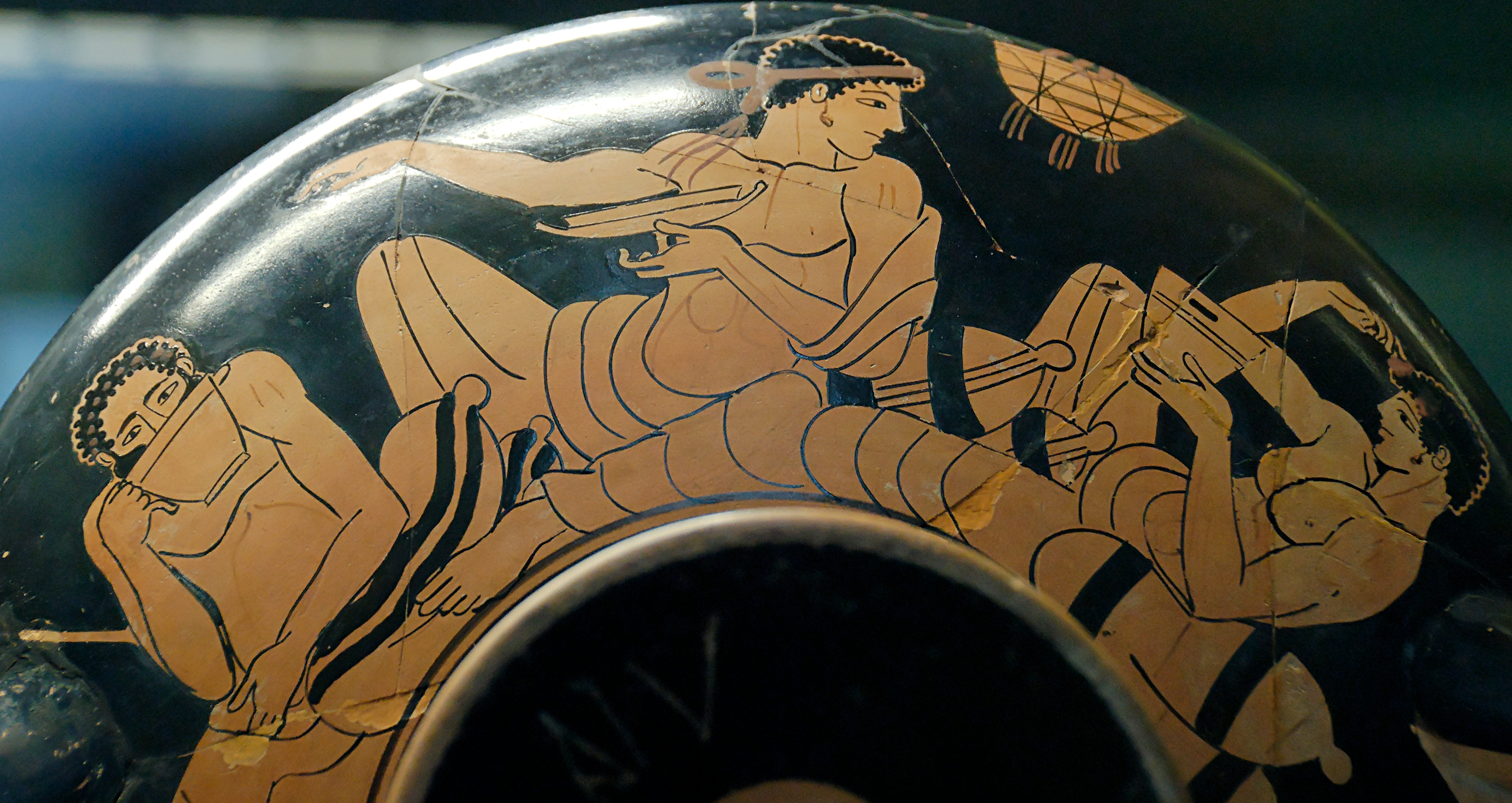
Zwei junge Männer mit Skyphoi flankieren einen Dritten mit einer Trinkschale; Außenseite einer attisch-rotfigurigen Trinkschale des Käfig-Malers, um 490/80 v. Chr.

In der griechischen Mythologie war das Trankopfer aus Flüssigkeiten wie Wasser, Milch, Honig, Wein oder Öl die häufigste Kulthandlung. Es geschah morgens und abends, zum Gebet, beim Eid, bei Antritt einer Reise oder bei Symposien und Gastmählern. Die beim Trankopfer verwendeten Gefäße unterschieden sich meist von denen für den Alltagsgebrauch. Ein gängiges Gefäß war das Rhyton, libiert wurde mittels Phiale (φιάλη oder phialē) beziehungsweise Patera (beides Opferschalen) sowie Lagynos und Guttus (Opferkannen).
Im Oktober feierte Athen das Weinlesefest Oschophoria. Im Winter folgten die Lenäen, bei denen ursprünglich um Wachstum und Fruchtbarkeit des neuen Jahres gebeten wurde. Im Februar fanden die Anthesteria statt, die nachweislich seit dem 15. Jahrhundert v. Chr. gefeiert wurden. Zu den Anthesterien gehörten unter anderem Weinwetttrinken. Später kamen noch die Dionysien hinzu.
In einem Linos genannten Gefäß wurden die Beeren zerstampft. Der gewonnene Saft wurde zur alkoholischen Gärung meist mittels eines Weinschlauchs aus Ziegenfell in einen Pithos gegeben. Amphoren wurden in der Antike als Speicher- und Transportgefäße für Öle und Wein, Garum, Südfrüchte wie Datteln und anderes benutzt.

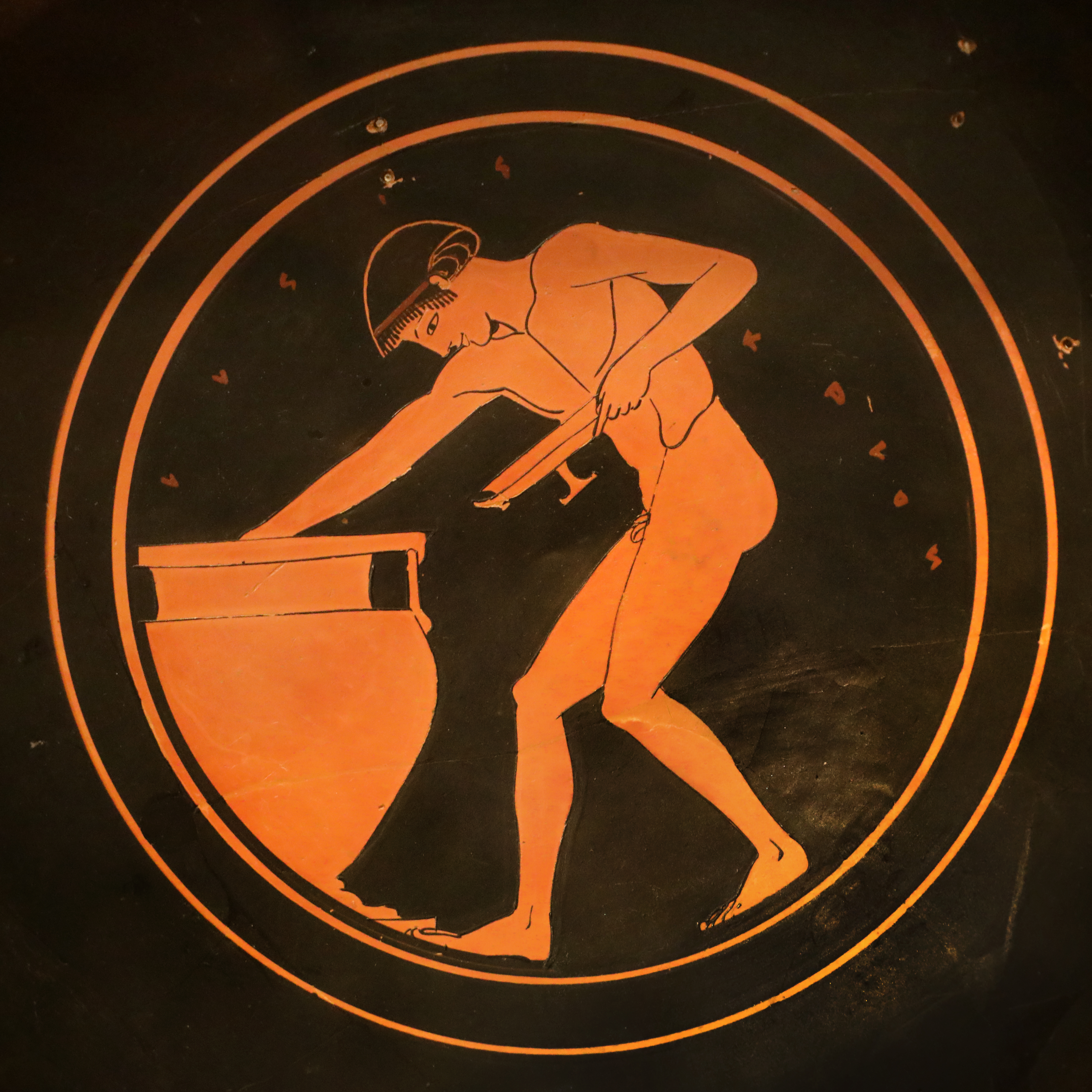
Jugendlicher beim Befüllen einer Trinkschale aus einem Kolonettenkrater; Tondo einer attisch-rotfigurigen Trinkschale des Antiphon-Malers, um 490/80 v. Chr.

Wein wurde grundsätzlich mit Wasser getrunken, der Genuss von unverdünntem Wein galt als Merkmal der Barbaren. Nur bei dem Trankopfer zu Beginn eines Symposions wurde unvermischter Wein verwendet. Die übliche Mischung waren fünf Teile Wasser auf zwei Teile Wein, eine Mischung aus gleichen Teilen galt bereits als unmäßig und wurde akratos (unvermischt) genannt. Zum Verdünnen nutzten die Griechen als Mischgefäß in der Anfangszeit  häufig den Weinkessel (Lebes oder fälschlicherweise häufig als Dinos bezeichnet), später setzten sich jedoch andere Formen des Kraters durch. Ein Krater konnte eine beachtliche Größe aufweisen, wie der Volutenkrater von Vix belegt. Diese großen Gefäße waren wahrscheinlich nicht für den praktischen Gebrauch bestimmt, sondern standen in sepulkralem Zusammenhang. Zur Kühlung nutzte man einen Einsatz für den Krater, Psykter genannt. Zu diesem Zweck war er mit frischem Wasser oder seltener mit Hagel oder Schnee gefüllt.
Pythagoras erfand den Becher der Gerechtigkeit, dessen Konstruktion den Nutzer zum maßvollen Trinken zwingt. Wird der Becher über das Maß gefüllt, läuft der gesamte Inhalt aus. Der Legende nach war dieser Becher für die Arbeiter an der Wasserversorgung der Insel Samos gedacht, um deren großen Weinkonsum Pythagoras sich sorgte.
Zum Befüllen der Transportgefäße verwendete man Kellen oder Gefäßformen wie den Kyathos. Zum Transport und Einschenken wurden Kannen, so Oinochoen oder Olpen, benutzt. Als Trinkgefäß dienten der Skyphos, der Kantharos sowie die zeitweise sehr populäre Trinkschale Kylix. In manchen Regionen bildeten sich Sonderformen als Trinkgefäß heraus, in Lakonien etwa war die Lakaina besonders beliebt. Mit ihrer Trink- und Gelagekultur hatten die Griechen großen Einfluss auf andere mediterrane Gebiete, vor allem die Etrusker orientierten sich sehr an der griechischen Trinkkultur.

## Erste Erwähnung in der Literatur

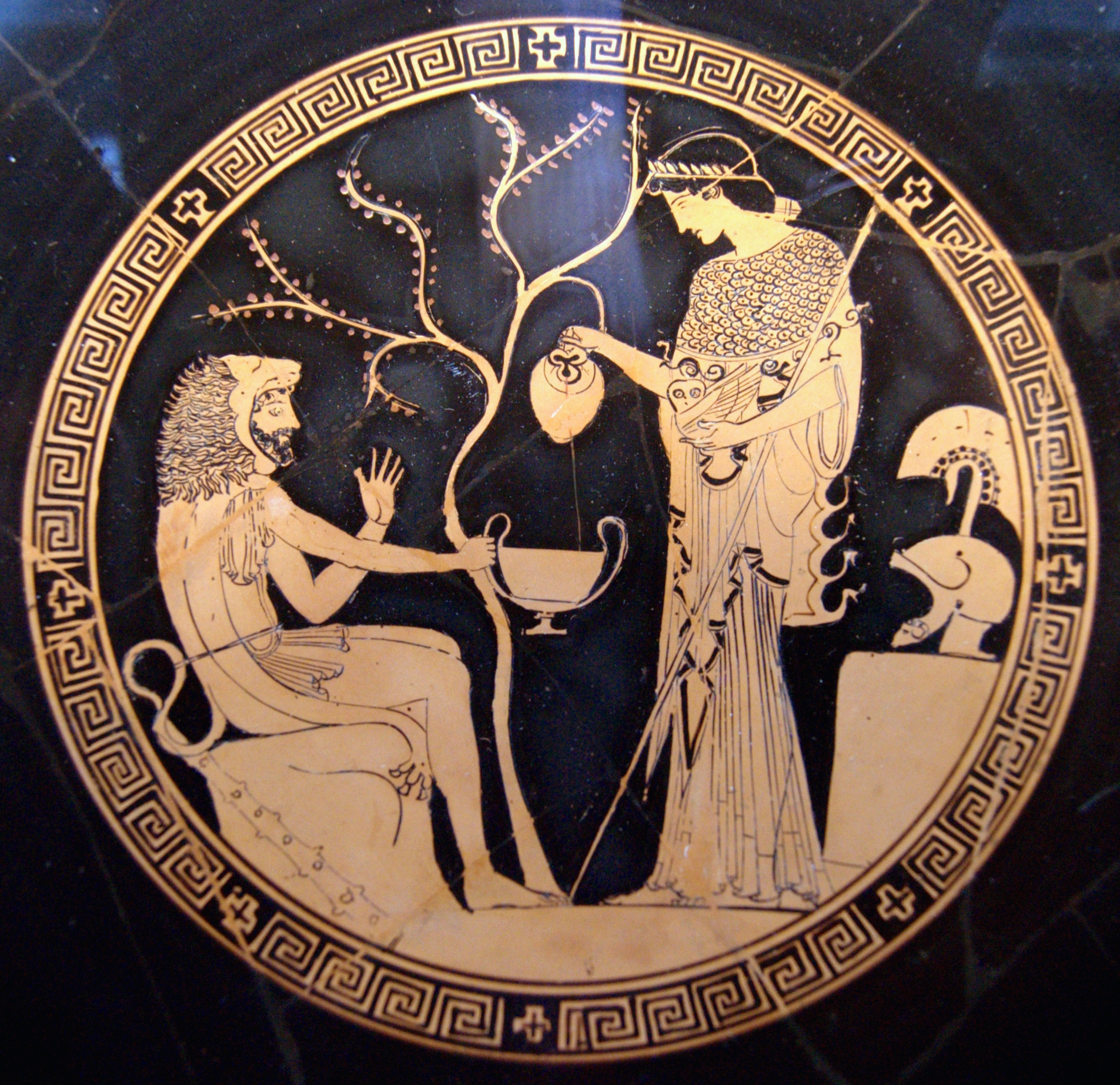
Wein und Götter: Athene füllt aus einer Oinochoe Wein in den Kantharos des Herakles; Tondo einer attisch-rotfigurigen Trinkschale des Python und des Duris, um 480/470 v. Chr.

Die Zeiten zwischen 1200 v. Chr. und ca. 750 v. Chr. sind mangels zeitgenössischer Schriftquellen nicht so gut erforscht und werden auch als Dunkle Jahrhunderte bezeichnet. Es ist die Zeit zwischen dem Ende der sogenannten mykenischen Palastzeit und dem Aufschwung in der archaischen Zeit etwa ab 750 v. Chr. Bereits in den Werken von Homer wird der Wein als ein wichtiger Teil der Alltagskultur dargestellt (→ Pramnischer Wein). Sowohl Griechen als auch Trojaner, selbst die als unzivilisiert dargestellten Kyklopen tranken Wein, während die Nahrung der Götter aus Nektar und Ambrosia bestand. Einzige Ausnahme war Dionysos, Gott des Weines, der Freude, der Trauben, der Fruchtbarkeit und der Ekstase. Auch wenn der von Homer erwähnte mythische Nestorbecher bislang nicht gefunden wurde, sind etliche Beschreibungen Homers durch archäologische Funde belegt.
Hesiod war der erste griechische Autor, der in seinem Werk auf die Arbeit im Weinberg und den Ausbau von Wein eingeht. In seinem epischen Lehrgedicht Werke und Tage berichtet der im 7. Jahrhundert vor Chr. lebende Autor von der Weinlese der Insel Chios. Durch die Beschreibung der Himmelskonstellation von Sirius, Orion und Arktur kann der Zeitpunkt der Lese auf den Monat September datiert werden. Nach der Lese wurden die Beeren zehn Tage in der Sonne und nochmals fünf Tage im Schatten getrocknet. Erst dann erfolgte die Pressung. Darüber hinaus berichtet Hesiod über die korrekte Lagerung des Weins.
Auf Theophrastos von Eresos (* um 371 v. Chr. zu Eresos, Lesbos; † 287 v. Chr.? in Athen) gehen die ersten botanischen Beobachtungen zurück. In seiner Naturgeschichte der Gewächse behandelt Theophrastos – gestützt allerdings weniger auf eigene Untersuchungen, sondern mehr auf Berichte von Landwirten, Reisenden, Holzhauern und Kohlenbrennern – vor allem Fragen der Holztechnologie und der Holzbenutzung, aber auch die Standortskunde diverser Nutzpflanzen einschließlich der Rebe. In seinem Werk De Odoribus (Über die Gerüche) beschreibt er den Einfluss von Böden und der Wasserversorgung auf den Wein und fasst die Gewürze zusammen, die einem Wein zur Verbesserung hinzugegeben werden können.
Auch die Fabel Der Fuchs und die Trauben von Äsop steht mit dem Weinbau in Verbindung.

## Archaische Zeit

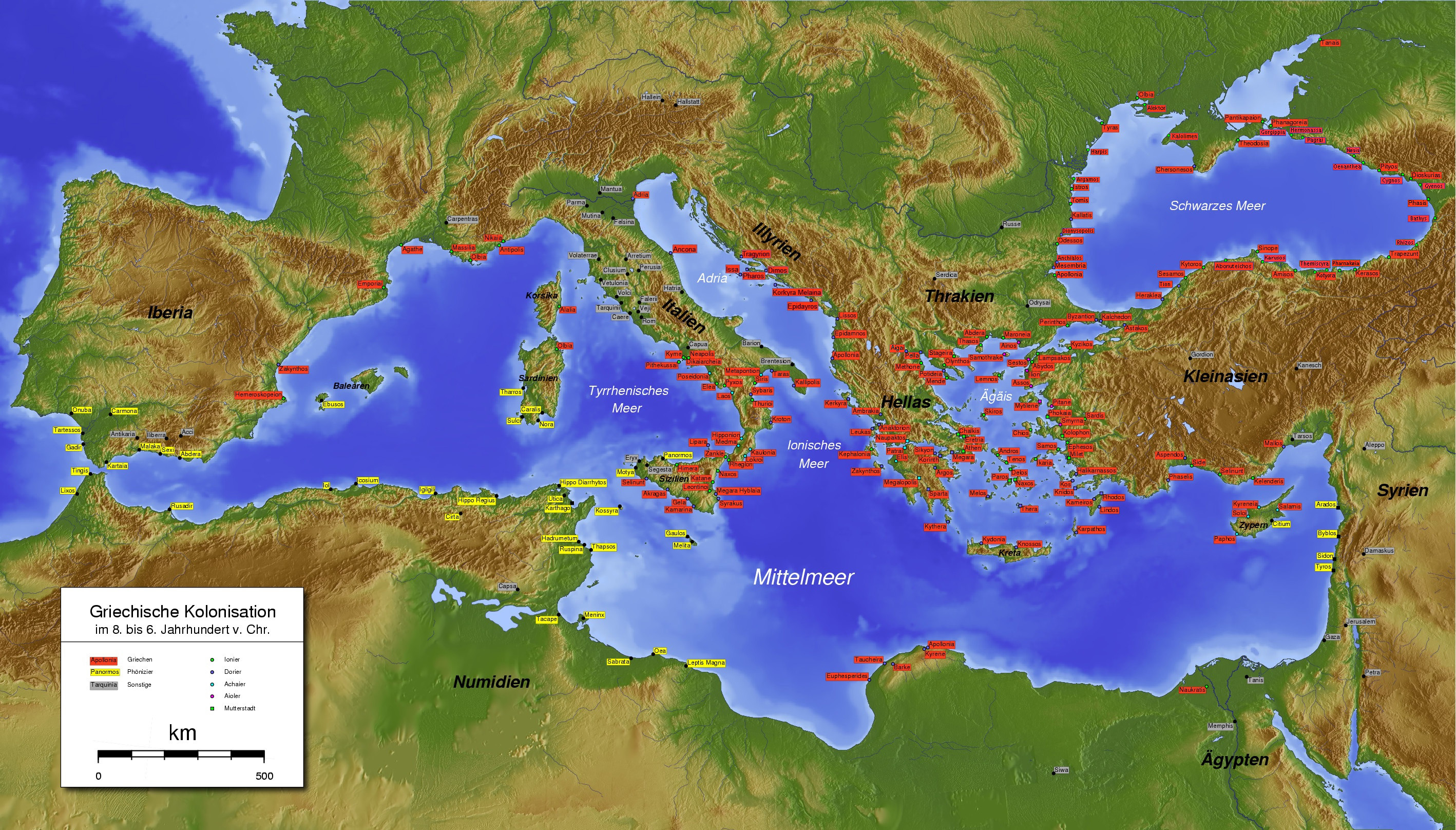
Griechische und phönizische Kolonisation

In der archaischen Zeit (700–500 v. Chr.) kam es zur sogenannten Großen Kolonisation des Mittelmeerraums. Gründe waren neben Überbevölkerung und Sicherung von Handelswegen auch innere Kämpfe in Griechenland. Der Weinexport profitierte von dieser Kolonisation in erheblichem Maße. Neben Athen als wichtigstem Inlandsmarkt wurden Märkte am Schwarzen Meer, entlang der Donau bis in das Gebiet des heutigen Österreich, in Süditalien nach Solunt und nach Etrurien erschlossen. Wichtigstes Transportmittel war das Schiff, eine Tatsache, die auch im 9. Gesang der Ilias beschrieben wird. Mit der Gründung von Massalia, dem heutigen Marseille vermittelten die Griechen den dortigen Kelten erste Einblicke in einen gewerblichen Weinbau und legten damit noch vor den Römern den Grundstein des Weinbaus in Frankreich.

## Frühe Weingesetzgebung
Schon früh wurde Wein ein beliebtes Handelsgut. Von Homer wissen wir um den pramnios oinos, einen Wein der Insel Ikaria. Dionysos, der Gott des Weines, hatte bei Ikaria eine legendäre Begegnung mit Piraten. Er soll auch den Wein von Oinoe (gr. Οίνος, Wein) besonders geschätzt haben. Die Bekanntheit ging später so weit, dass der pramnios oinos zum Synonym für kräftigen, alkoholreichen Wein stand und nicht notwendigerweise von Ikaria kommen musste. Wenig später galten Weine der ägäischen Inseln als hervorragend. Die Weine der Insel Chios genossen dabei den besten Ruf, aber auch die Erzeugnisse von Lesbos und Thasos standen den erstgenannten kaum nach.
Welchen Stellenwert Wein spätestens seit dem 5. Jahrhundert erlangte, zeigt das Beispiel von Thasos, der nördlichsten Ägäis-Insel: Hier kannte man bereits vor 2400 Jahren ein Weingesetz. Nachdem die Griechen die persische Herrschaft abgeschüttelt hatten, musste sich Thasos, wie alle Stadtstaaten an der thrakischen Küste, 479 v. Chr. unter die Vorherrschaft der Athener begeben und 478 v. Chr. dem ersten Attisch-Delischen Seebund beitreten. Der Seebund hatte die Vertreibung der Perser aus den griechischen Gebieten zum Ziel. Aber schon im Jahr 465 v. Chr. revoltierte Thasos gegen Athen und trat aus dem Seebund aus. Thukydides vermutet, dass der Grund des thasischen Aufbegehrens in erster Linie ein wirtschaftlicher war, der sich auf die Kontrolle des Handels und des Bergbaus bezog.
Auf zwei Marmorplatten, die auf Thasos gefunden wurden, fanden sich Inschriften, die sich auf Regularien zur Weinerzeugung und Weinhandel bezogen. Die ältere der beiden Inschriften konnte auf die Jahre zwischen 480 und 460 vor Christus datiert werden, die jüngere auf das letzte Viertel des 5. Jahrhunderts. Reguliert wurde neben der Besteuerung der Handel mit Trauben, Most und Wein. Zur Kontrolle des Exports wurden die Amphoren mit Stempeln gekennzeichnet. Als Alleinstellungsmerkmal wurden dem reifenden Wein Rosenblätter beigemischt, um den ohnehin floralen Charakter der Weine aus Thasos zu verstärken. Dies sollte nicht nur die Vermarktung des bis nach Athen beliebten Wein stärken, sondern die Kontrolle des Importverbotes erleichtern.
Außer mit der Weinbesteuerung die Staatskasse zu füllen, erließen die Herrscher gesetzliche Regelungen für die Weinherstellung, deren Missachtung mit hohen Strafen belegt wurde. Auch beschäftigte man sich im antiken Griechenland ernsthaft mit der Rebkultivierung. Der Rebstock wurde nach Sonne und Wind ausgerichtet und sorgfältig in parallelen Reihen gepflanzt. Der enorme Wissensstand der alten Griechen leistete anderen Völkern auch in Bezug auf Weinbau Entwicklungshilfe.

## Römer und Byzantiner
Es wird davon ausgegangen, dass der Weinbau im antiken Griechenland seine goldene Ära zwischen dem 6. und 4. Jahrhundert v. Chr. hatte. Aber auch unter den Römern und den Byzantinern behielt der Weinbau in Griechenland zunächst seinen hohen Stellenwert.
Infolge der Kämpfe zwischen den griechischen Klein- und Mittelmächten untereinander und mit und gegen Makedonien kam es zum Eingreifen des Römischen Reiches gegen Philipp V. von Makedonien. Im Zweiten Makedonisch-Römischen Krieg (200 bis 197 v. Chr.) wurde Makedonien vernichtend geschlagen. In der Schlacht von Pydna im Jahr 168 v. Chr. unterlag Makedonien endgültig und wurde römische Provinz. Geopolitisch wird das Ende des Hellenismus 146 v. Chr. durch die Eingliederung der restlichen Teile Griechenlands in das Römische Reich markiert. Die Stadt Athen verlor dabei zusehends an Bedeutung. Die wichtigsten, den Griechen zugänglichen Marktplätze befanden sich in Rom und später im Süden Frankreichs. Obwohl Italien ohne griechische Hilfe insbesondere in Etrurien einen eigenen Weinbau entwickelt hatte, nahmen die Römer das Wissen der Griechen um Reberziehung, Standortfragen und Weinausbau schnell auf und verbreiteten das assimilierte Wissen über fast alle römischen Provinzen. Der griechische Wein war immer noch ein begehrtes Handelsobjekt und wurde zu hohen Preisen gehandelt. Der schwierigere Zugang zu den bedeutendsten Umschlagplätzen zeigte jedoch Wirkung; der Ruf griechischer Gewächse verblasste zusehends. Qualitätshersteller, die ihr Auskommen vorrangig über den Export generierten, mussten ihre Produktion schließen.
Mit der Spaltung des Römischen Reiches im Jahr 395 n. Chr. wurde Griechenland zu einem Teil des Byzantinischen Reichs als Teil der Diözese Macedonia. Als Konstantinische Wende wird die religiöse Entwicklung bezeichnet, die durch die zuvor vom römischen Kaiser Konstantin I. und Licinius im Jahr 313 erlassene Mailänder Vereinbarung eingeleitet wurde und in deren Verlauf das Christentum an Einfluss im Römischen Reich gewann und schließlich im Jahr 380 zur Staatsreligion erhoben wurde. Das damit einhergehende Verbot des Götterglaubens in Griechenland hatte zumindest kurzfristig Einfluss auf den Wein, da fast alle Handlungen im Weinbau einen Bezug zu Dionysos, dem nun verbotenen Gott des Weines hatten. Die Verlagerung der Macht von Rom nach Konstantinopel erbrachte ebenfalls nicht die erhoffte Erleichterung des Exports.
Der Weinbau beschränkte sich fast nur noch auf den Eigenverbrauch oder den Verbrauch in den Klöstern. Die griechischen Klöster übernahmen jedoch nicht die prägende Rolle, die die Mönche insbesondere in Frankreich und auch in Deutschland (→ Weinbau in Deutschland) spielten. Fortschritte waren daher kaum zu beobachten. Das Holzfass zum Ausbau und Lagerung des Weins wurde in Griechenland erst ab dem 7. Jahrhundert, also fast 400 Jahre nach den westeuropäischen Ländern eingeführt.

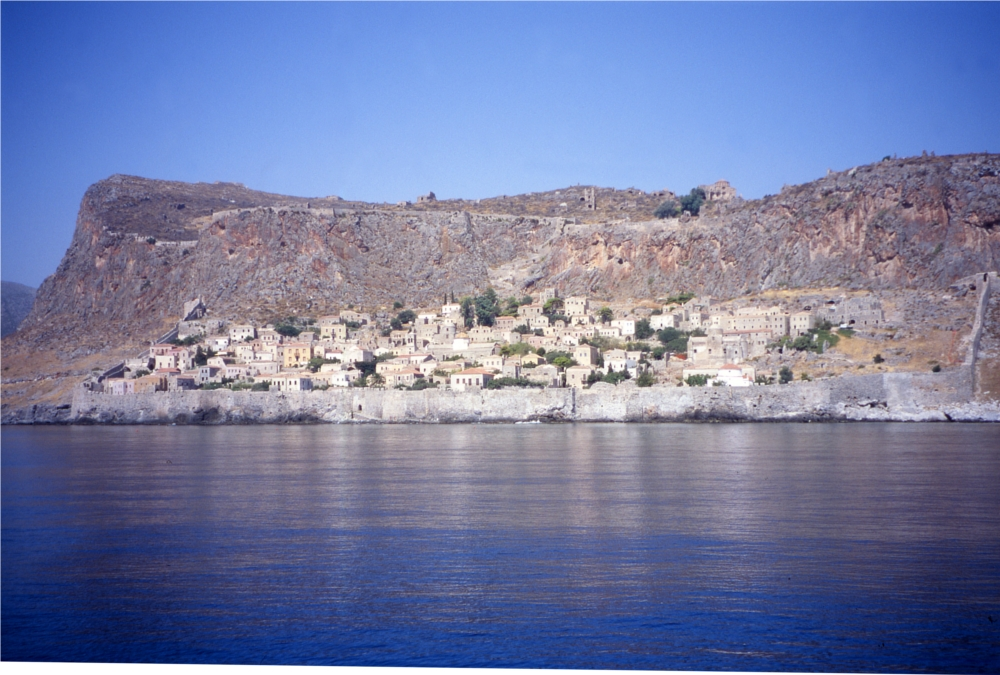
Das heutige Monemvasia ist der Namensgeber eines der bedeutendsten Exportgüter des östlichen Peloponnes, des Malvasia-Weins.

Abgesehen von Harz wurde das Aromatisieren von Weinen nahezu aufgegeben. Das Verdünnen von Wein galt ebenfalls als verpönt. Gleichwohl erhielt sich der Name krasi (eine Verballhornung des Ausdrucks kratistos oenos), der vormals ausschließlich für verdünnten Wein galt; er ist bis heute ein Synonym für Wein. Der Ausbau süßer Dessertweine auf Basis von teilrosinierten Beeren setzte sich mehr und mehr durch.
992 erhielt die Republik Venedig ein Privileg des byzantinischen Kaisers Basileios II., das die Handelsabgaben in Byzanz erheblich reduzierte und die Venezianer gegenüber den konkurrierenden Städten begünstigte. Ebenso richtungsweisend war die Durchsetzung der freien Schifffahrt durch die Adria. Zu einem Bestseller entwickelte sich der Monemovassios oenos, ein Wein, der am Hafen von Monemvasia verladen wurde. Dieser unter dem Namen Malvasia bekanntgewordene Wein wurde bis nach Frankreich, Deutschland und England exportiert. Die zum Export großer Mengen notwendigen Schiffe konnten den kleinen Hafen der Stadt nicht mehr anlaufen. Der Name Monemovassios oenos wurde daher schnell auf Erzeugnisse von Kreta und Santorin erweitert.
Die Privilegien ermöglichten der Republik Venedig den Import fremder Weine zu konkurrenzlos günstigen Preisen. Dies brachte viele der einheimischen Produzenten an den Rand des Ruins. Als Byzanz im 14. und 15. Jahrhundert versuchte, die missliche Situation vieler griechischer Winzer zu stärken, war es für die meisten Weinbauern zu spät. Die größten Exportmärkte Griechenlands wie Kreta waren bereits in den Händen der Italiener.

## Die Zeit zwischen dem 15. Jahrhundert und der Unabhängigkeit
Nach der Eroberung weiter Teile des Byzantinischen Reichs bis hin zur Eroberung Konstantinopels 1453 durch die Osmanen gehörten große Teile des griechischen Sprachraums vierhundert Jahre lang zum Osmanischen Reich. Mit der Eroberung durch die Türken im 15. Jahrhundert büßte der Weinanbau seine bedeutende Rolle ein, wurde aber vor allem auf den Inseln in geringem Maß fortgeführt. Ein bedeutendes Anbaugebiet auf dem Festland war die kleinasiatische Küste um Smyrna. Das Exportgeschäft kam jedoch in den Regionen unter türkischer Herrschaft zum Erliegen. Der Weinbau wurde als attraktive Einnahmequelle neuentdeckt. Abgaben wurden nicht nur auf Wein, sondern ebenfalls auf die Produktion von Trauben erhoben. Die Höhe dieser Abgaben war jedoch so hoch, dass viele Landwirte ihre Rebflächen aufließen.
Beim Rückzug der Türken nach der Griechischen Revolution wurden viele landwirtschaftliche Nutzflächen verwüstet.
Auf den von den Venezianern beherrschten Ionischen Inseln wurde der Rosinenanbau als Exportgut gefördert, was zu einem Rückgang des Weinanbaus führte.

## Von der Unabhängigkeit bis zur Reblauskatastrophe
Nach dem Zurückdrängen der Türken im 19. Jahrhundert wurde der Weinbau wieder zögerlich belebt. Königin Amalia motivierte Bauern, sich stärker dem Weinanbau zu widmen und weniger dem Tabakanbau, der von türkischen Grundbesitzern favorisiert wurde. Allerdings konnte sich während der sehr stürmischen und äußerst wechselhaften Zeit neuer griechischer Selbständigkeit kaum hochwertiger Weinbau entwickeln, bis auf wenige Weingüter war der Anbau meist anonym und geschah in großen Mengen für den Export. Dieser Wein wurde mit primitiver Technik produziert und häufig als Verschnittwein nach Frankreich verkauft oder in den Städten konsumiert. Der Wein der Inseln hatte hingegen einen guten Ruf. So heißt es in einem zeitgenössischen Bericht von 1849: Inselweine kommen an Güte den besten spanischen Weinen gleich und werden bis ins Innere von Russland und selbst nach Sibirien verführt.
Der Erwerb hochwertiger Rebpflanzen war bis auf die Sorte Korinthiaki schwierig. Bis zum Ende des 19. Jahrhunderts vervierfachte sich die Rebfläche dieser Sorte, während sich die gesamte bestockte Rebfläche lediglich verdoppelte.
Im Jahr 1898 wurde in Pylea bei Thessaloniki die Reblaus auf griechischem Grund entdeckt. Sie verbreitete sich rasend schnell über das Festland. Griechenland kannte zwar im Jahr 1916 mit nahezu 200.000 Hektar Rebfläche die weiteste Verbreitung des Weinbaus seit Menschengedenken; dieser Bestand wurde durch die Reblaus jedoch binnen kürzester Zeit stark eingeschränkt. Der Neuaufbau der Weinberge ging nur schleppend voran, da die Nachfrage nach griechischem Wein zwischen 1925 und dem Zweiten Weltkrieg eingebrochen war. In den ersten zwei Jahrzehnten des 20. Jahrhunderts fand die Rebsorte Sultana schließlich verstärkt Eingang in die griechischen Weingärten.
Unmittelbar nach dem Zweiten Weltkrieg folgte der Griechische Bürgerkrieg, der im Juni 1946 begann und am 9. Oktober 1949 endete. Der Bürgerkrieg vergiftete das politische und gesellschaftliche Klima für mehrere Jahrzehnte und führte zu einer nationalen Spaltung in Kommunisten und Antikommunisten.
Griechenland wurde am 18. Februar 1952 Mitglied der NATO. Am 1. November 1962 trat ein Assoziierungsabkommen mit der EWG in Kraft. Am Morgen des 21. April 1967 kam es zum Putsch des Militärs in Griechenland und damit zu dessen Machtübernahme. Die Griechische Militärdiktatur beherrschte das moderne Griechenland von 1967 bis 1974. Der Weinbau konnte von dem zwischen 1952 und 1967 herrschenden Aufschwung kaum profitieren, da die hauptsächlich ausländische Unterstützung sich auf das Bauwesen und die griechische Handelsflotte konzentrierte.

## Der Weinbau nach dem Ende der Militärdiktatur
Seit den 1950er Jahren profitierten Weingüter von Önologen, die im Ausland (allen voran in Frankreich) ausgebildet waren. Eine Renaissance jedoch erlebte der hochwertige, griechische Weinbau erst mit dem Ende der Militärdiktatur und dem Beitritt Griechenlands zur Europäischen Union: 1974 wurde ein Weingesetz erlassen, das sich europäischen Regeln anpasste. Aus Agrarfördermitteln der EU wurden dringend notwendige Investitionen in Kellertechnik und Weinberge getätigt. Der erste große Gewinner der Urbanisation Athens sowie des aufstrebenden Tourismus war der harzgewürzte Retsina, der vor 1960 schon eine lange Geschichte kannte, aber eher ein Schattendasein führte.
In den 1960ern und 1970ern setzt sich insbesondere Stauroula Kourakou-Dragona, heutige Ehrenpräsidentin des OIV, für die Einführung des Weingesetzes ein. Das in den Exportländern schwer verständliche griechische Alphabet isolierte die Griechen vom Rest der Weinwelt. Deshalb wurde den Griechen erlaubt, Bezeichnungen von Herkunftsbezeichnungen auf dem Flaschenetikett aus anderen Sprachen zu verwenden. Dabei werden vornehmlich französische und englische Bezeichnungen genutzt. In den 1970er Jahren gab es neben den Winzergenossenschaft vier wichtige Weinhäuser: Achaia Clauss, Kambas, Kourtakis und Boutari. Tsantali folgte wenige Jahre später. Ursprünglich für den Massenmarkt konzipiert wandelten sich deren Produkte im Laufe der Zeit zu qualitativ guten Erzeugnissen. Eine Fülle griechischer Weinmacher ließen sich in den renommierten Weinbauschulen von Bordeaux, Dijon, Montpellier, Geisenheim, Alba, Adelaide (im Roseworthy College) und Davis in Kalifornien ausbilden.